# Total Recall 2070
Total Recall 2070 è una serie televisiva canadese di fantascienza ideata da Art Monterastelli, trasmessa in Canada nel 1999 dall'emittente televisiva CHCH-TV e negli anni seguenti dall'emittente americana Showtime. La serie, negli Stati Uniti, è stata distribuita in syndication con alcune modifiche per censurare scene di nudo, violente e (in molti casi) linguaggio inappropriato.
La serie è ispirata al film Atto di forza (Total Recall), liberamente tratto da Memoria totale, un racconto di Philip K. Dick, e dal romanzo Il cacciatore di androidi sempre di Dick, con uno stile visivo fortemente influenzato dal film Blade Runner, a sua volta ispirato al romanzo. Tuttavia, a parte l'azienda Rekall e il concetto di vacanze virtuali, la serie non condivide i principali punti della trama o personaggi con qualsiasi di queste opere. Lo stesso Philip K. Dick non viene accreditato in alcun modo nella serie.
La serie, composta da una sola stagione di 22 episodi, è stata filmata a Toronto, Ontario, Canada in una coproduzione canadese/tedesca. È andata in onda in italiano per la prima volta nel 2010 sul canale Fantasy.

## Trama
Total Recall 2070 si svolge in un luogo buio, affollato, industriale e cosmopolita. Il governo funziona per lo più per volere di un piccolo numero di aziende estremamente potenti chiamate "Il Consorzio". David Hume è un anziano detective che lavora presso la Citizens Protection Bureau (CPB), un'agenzia di polizia.
Quando il suo partner viene ucciso da un androide dotato di intelligenza artificiale, comincia a collaborare, seppure contro la propria volontà, con Ian Farve, un ufficiale androide molto ingenuo e da poco reclutato nel dipartimento di polizia. Hume e il CPB hanno spesso conflitti sia con l'Ufficio dell'Assessore (l'unica agenzia che può investigare sui crimini relativi al Consorzio), sia con le forze di sicurezza private delle società del Consorzio. Gli avvenimenti della storia principale della serie riguardano gli ordini del giorno del Consorzio, Farve, Olivia la moglie di Hume, e il produttore misterioso di androidi Classe Alpha (compreso Farve stesso).
Alcuni importanti elementi della trama rimangono irrisolti a causa della cancellazione della serie. Un avvenimento della storia, fondamentale nella serie, era l'idea che l'espansione della memoria utilizzata su androidi consapevoli, fosse in parte DNA non umano e che il ritrovamento di un particolare materiale, su una remota base di Marte, potesse permettere di creare un essere ibrido formato da parti androidi e da DNA umano.

### Il Consorzio
Entro l'anno 2070, la Terra e Marte (così come le stazioni spaziali) sono governati da un governo unificato, noto come il Consiglio Interplanetario. Tuttavia, gran parte del potere reale è detenuto dal Consorzio, composto da almeno sei aziende globali che hanno finanziato la colonizzazione di Marte.
Le sei società più note sono le seguenti:
- Rekall, società che gestisce la tecnologia e che offre sistemi operativi per gli androidi prodotti.
- Minacon, società che fornisce energia e provvede a fornire sia olio sulla Terra che deuterio su Marte.
- Tashimo-Pacific, società di trasporto.
- Uber Braun, società di razzi e robot che assembla androidi.
- Variable Dynamics, società medica e bio-tecnologica interessata alla creazione di umani sintetici.
- Tillman Heath; i pannelli pubblicitari di questa società sono seminati intorno alla città. Tillman Heath è il gigante dell'agricoltura e dei prodotti chimici, ma il suo vero scopo non è stato presentato nella serie.

## Personaggi e interpreti

### Personaggi principali
- David Hume (22 episodi, 1999), interpretato da Michael Easton.
- Ian Farve (22 episodi, 1999), interpretato da Karl Pruner.
È il partner androide di Hume.
- Olivia Hume (22 episodi, 1999), interpretata da Cynthia Preston.
È la moglie di Hume.
- Martin Ehrenthal (22 episodi, 1999), interpretato da Michael Rawlins.
È il superiore di Hume.
- Olan Chang (22 episodi, 1999), interpretato da Judith Krant.
È il medico legale della CPB e un informatico.
- James Calley (22 episodi, 1999), interpretato da Matthew Bennett.
- Detective Moralez (14 episodi, 1999), interpretato da Damon D'Oliveira.

### Personaggi secondari
- Robbie l'androide (4 episodi, 1999), interpretato da John Bekavac.
- Vincent Nagle (3 episodi, 1999), interpretato da Peter Firth.
- Delta Supervisore Mike (3 episodi, 1999), interpretato da Paulino Nunes.
- Kroczek (3 episodi, 1999), interpretato da Kevin Jubinville.
- Surgeon (3 episodi, 1999), interpretato da Victoria Snow.
- Carla (3 episodi, 1999), interpretata da Anne Marie DeLuise.
- Bayliss (3 episodi, 1999), interpretato da Deborah Odell.
- Richard Collector (2 episodi, 1999), interpretato da Nick Mancuso.
- Dottor Felix Latham (2 episodi, 1999), interpretato da David Warner.
- Tyler Hume (2 episodi, 1999), interpretato da Anthony Zerbe.
- Winston (2 episodi, 1999), interpretato da Kim Coates.
- Jack Brant (2 episodi, 1999), interpretato da Kamar de los Reyes.
- Nick Blanchard (2 episodi, 1999), interpretato da Thomas Kretschmann.
- Bill (2 episodi, 1999), interpretato da Adrian Hough.